# 第14钢琴奏鸣曲 (贝多芬)

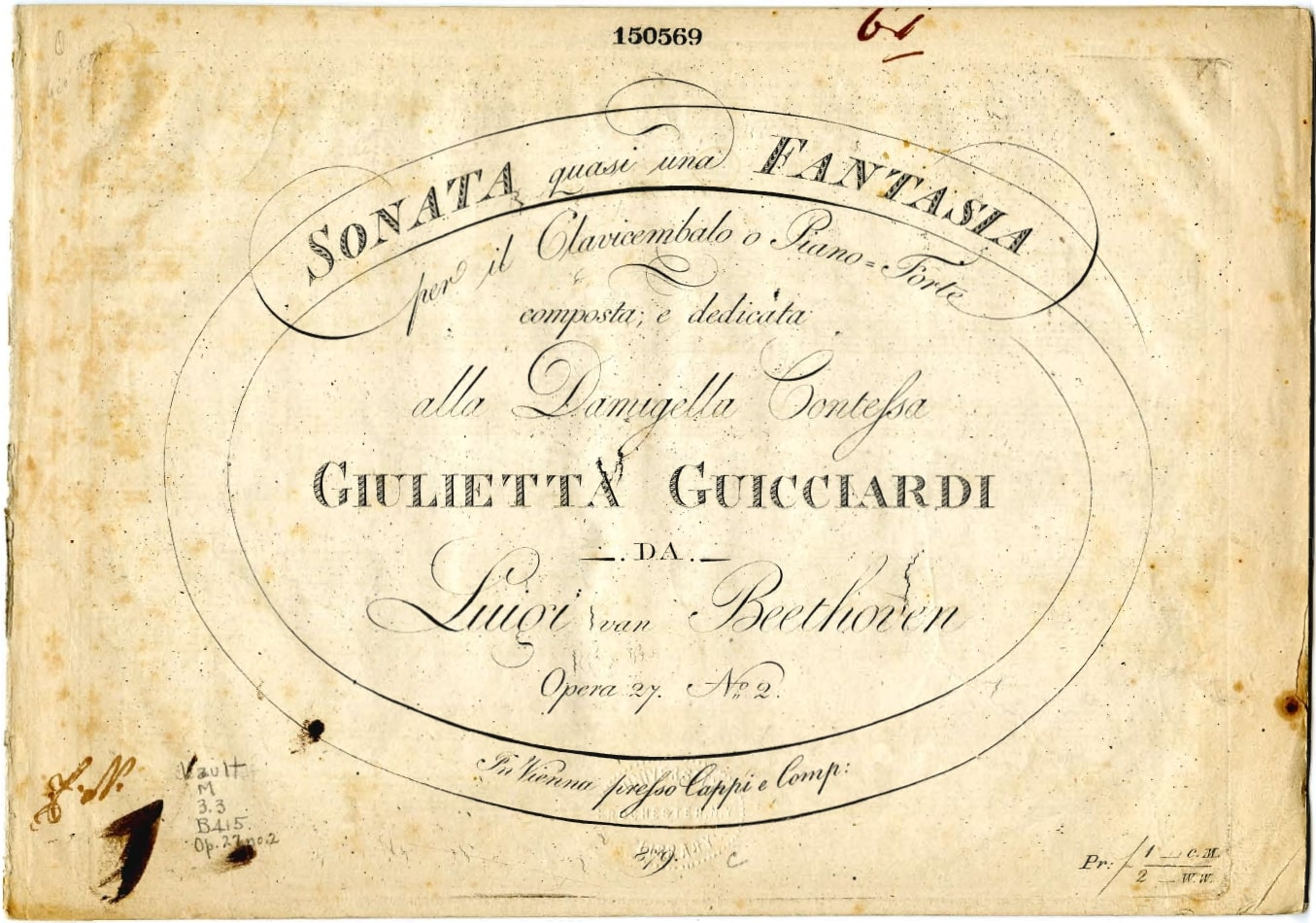
第一版乐谱的扉页，由Giovanni Cappi e Comp于1802年8月2日在维也纳出版

《C♯小調第14號鋼琴奏鳴曲》，作品27之2，是德意志音樂家路德維希·范·貝多芬於1801年在匈牙利創作的獨奏鋼琴作品，并于1802年題獻給貝多芬的學生朱列塔·圭恰迪（Giulietta Guicciardi）伯爵夫人。流行的別稱《月光奏鳴曲》（英語：Moonlight Sonata）来自贝多芬去世后评论家的评论。該作品是貝多芬最受歡迎的鋼琴作品之一。

## 背景
贝多芬將“月光奏鳴曲”于1802年題獻給貝多芬的學生朱列塔·圭恰迪，據說貝多芬曾與她有過一段戀情。但據稱，題獻給圭恰迪其實并非貝多芬的原意，在該曲的創作過程中，貝多芬并未考慮到圭恰迪。在亞歷山大·會德豐·泰勒（Alexander Wheelock Thayer）所撰的《貝多芬的一生》（Life of Beethoven）一書中表示，貝多芬原本要題獻給圭恰迪的作品是《C大調輪舞曲 作品51/2》（Rondo in G major, Op. 51, No. 2），但该作品由於某些原因已经題獻給里奇洛烏斯基（Lichnovský）伯爵夫人。贝多芬于是在出版的最後一刻撰文，将“月光奏鳴曲”改爲題獻給圭恰迪。

### 名字來源
该作品的首版被命名為“幻想曲式的奏鳴曲”（義大利語：Sonata quasi una fantasia），與貝多芬的前一首作品《降E大調第13鋼琴奏鳴曲》（作品27/1）采用相同的標題。而“月光”（英語：Moonlight）一名來源於音樂評論家路德維希·萊爾斯塔勃在1832年（貝多芬逝世5年后）撰寫的一篇評論，他说第一樂章的朦朧氣氛有点像琉森湖夜晚的月色。。在此後十年间，德國與英國出版物普遍采用“月光奏鳴曲”作爲该曲的標題。該奏鳴曲在十九世紀後期便以此標題聞名于世。
但許多批評家對於“月光”標題所表達的浪漫性質表示反對。他們認爲“月光”這一標題很荒誕，且会有将此作品誤導成葬禮進行曲之嫌。據評論家費舍爾所說，“月光”這個標題極具誤導性，並非貝多芬本意。他更指出貝多芬在手稿上有對莫扎特《唐·喬望尼》的備註，其中點明唐璜殺人後的音樂也是升C小調，且與貝多芬作品的第一樂章有相近之處。亦有人稱此樂曲表達了對尤丽叶·圭恰迪的愛意，甚至稱後者即是所謂“不朽的愛人”。
而有批評家則表示接受“月光”這一稱呼，認爲這個名字令人回味，而且與該曲自身所表達的含義相符。
後人根據“月光”的名字編纂出許多傳說，其中一篇名為《月光曲》的文章被收錄入中國大陸的人教版小學六年級上冊语文課本。

## 分析
对于本曲，尤其是第一乐章，历来有着不同的解读，包括对自然景色的描摹、对朋友的追思和对女学生单恋的宣泄等。柏辽兹认为其气氛如哀歌一般。费舍尔也认为第一乐章是葬礼上的歌。贝多芬的一位传记作者阿诺德·谢灵则称此作品与莎士比亚的《李尔王》在情绪上有所关联。在具体内容的诠释上，并没有共识。
此曲在结构上颇有革新之处：并没有遵照传统的规矩，采用“快—慢—快”的结构，其第一乐章也并非奏鸣曲式；反而该曲的重心和高潮部分都在最为戏剧性的第三乐章。这种突破是贝多芬所追求的。德国评论家保罗·贝克撰文称：“如果一部作品以奏鸣曲式的快板乐章起头，那么一上来就定下了基调，让后面的乐章只能补充而不能改变；但贝多芬想要的是一个前奏曲、一个序幕、一个引言，而非一个概括性的呈示。”
该曲第三乐章充分利用了“sforzando（突强）”的力度记号。贝多芬经常使用这个记号来表达激烈、跌宕的情感起伏，以增强乐曲的戏剧性。因而虽然第三乐章还是以“piano（弱）”为主，但却有着很强的冲击力。
全曲小节大多都有着紧密的关联，例如第一乐章中的固定节奏型，以及第三乐章中类似但有所变化的上行音组。这样的处理增强了张力和多样性。

### 第一乐章的踏板记号
贝多芬在乐曲开头写有意大利文提示“Si deve suonare tutto questo pezzo delicatissimamente e senza sordino”，意为全乐章都应当踩延音踏板。然而这一指示是针对当时的钢琴而言的；现今钢琴的延迟音已经长得多，如果全程踩踏板，会造成极其不和谐的混杂声响。有些演奏家特地使用复古的乐器，以营造贝多芬原设想的效果。
对于现代钢琴演奏而言，大多数演奏家都尽量多地踩踏板，只要不造成负面效果即可。也有使用“半踩踏板”的，这样可以避免太过分的混音。约瑟夫·巴诺维茨提出了另一个建议：在第一乐章开头轻轻按下最低的几个音，并固定使之持续整个乐章，以达到共振的朦胧效果。

### 結構
该作品由3个乐章组成：
1. 迟延的柔板（Adagio sostenuto）
2. 小快板（Allegretto）
3. 激烈的急板（Presto agitato）

全长约14到20分钟。
第一乐章

首乐章（迟延的柔板，Adagio sostenuto），升c小调，二二拍，十分粗糙的奏鸣曲式（其第二主题并非在属调上，而是在不相关的b小调上）。乐章以左手的八度音和右手的三连音琶音开头，渐渐引入右手的主旋律；同时，右手的三连音固定节奏型依然不停，一直贯穿全曲。力度非常弱，多标注有“pp（很弱）”，最响处也不过是“mf（中强）”。该乐章时长约6分钟。
该乐章气氛沉著、朦朧、有著靜想的意味，令人印象深刻。柏辽兹评论说：“这是人类语言所不能描述的诗篇。”他亦将右手的旋律称为“追悼”，这与“月光”的解读大相径庭。即便在贝多芬的时代，该乐章也享有盛名，甚至到了令贝多芬烦恼的地步——他对自己的学生卡尔·车尔尼说：“我绝对写过更好的东西。”
第二乐章

第二乐章（稍快板，Allegretto），降D大调，三四拍。是较常规的谐谑曲，包括谐谑曲主题和三声中部，之后谐谑曲主题再现一次。采用了升c小调的和声大调降D大调（之所以称“降D”是为了记谱识谱上的方便）。乐章时长仅2至3分钟。
该乐章篇幅短小，主题简短（四音固定音型），有多次重复；较为平静、优美，充当前后两乐章之间的桥梁作用。李斯特称之为“两道深邃的鸿沟间的一朵小花”。
第三乐章

末乐章（激烈的急板，Presto agitato），升c小调，四四拍，奏鸣曲式。该乐章是全曲的重心，也是贝多芬实验性质的一曲。第一主题是右手爬升的琶音，左手是强烈的断奏。第二主题较如歌，与第一主题交织细密。发展部开头回顾了两个主题，并在再现部结尾处达到戏剧性的高潮进入华彩乐段部分，然后再由主调的第二主题动机渐强到连串快速琶音高潮，之后音阶下行到寂静无声，最终又一次渐强结束。该乐章时长约5至6分钟。
该乐章情感爆发十分激烈，有许多快速的琶音、颤音和夸张的表情记号，对于演奏者的技巧和情感体验有着很高的要求。查尔斯·罗森曾就该乐章说过：
|  | 这是对情感的不羁表达，直至二百年后的今天，其激烈程度依然令人惊诧。 |

## 影响
- 波兰作曲家的《幻想即兴曲》从该作品（尤其是第三乐章）中汲取了灵感。前者也是在升c小调写成，中段进入降D大调，恰与《月光奏鸣曲》的三个乐章相同。[24]
- 披头士的歌曲〈Because〉也由该奏鸣曲引发。约翰·列侬当时正聆听妻子演奏第一乐章；他要求将原来的和弦倒过来弹一遍，并据此创作出此歌曲。[25]
- 该曲（尤其是第一乐章）亦常被电影电视作为背景音乐使用。
- 《名偵探柯南》漫画第62至67话及动画第11集《钢琴奏鸣曲〈月光〉杀人事件》中，该曲贯穿整个故事情节；该集也于2021年3月6日和13日播出重制版本，以纪念《柯南》动画集数达到1000集，重制版中的《月光奏鸣曲》由日本钢琴家小林爱实演奏[26]。